# Tom Price (Schauspieler)

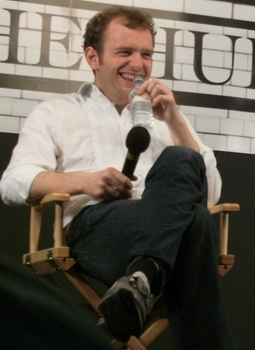
Tom Price

Tom Price (* 12. Juli 1980 in Hereford) ist ein britischer Schauspieler, Synchronsprecher und Stand-up-Comedian. Bekannt wurde er mit den Filmen Holy Flying Circus, Hereafter – Das Leben danach und den britischen Fernsehserien Torchwood und Doctor Who.

## Leben
Tom Price ist verheiratet mit der Fernsehproduzentin Beth Morrey, die als Erfinderin des britischen Channel 4 Quiz-Sendung Wogan's Perfect Recall bekannt ist.

## Filmografie (Auswahl)
- 2005: Swinging (Fernsehserie, 6 Folgen)
- 2005: Absolute Power
- 2006: Star Stories (Fernsehserie, 1 Folge)
- 2007: The Scum Also Rises
- 2007: Living with Two People You Like Individually... But Not as a Couple
- 2007: Nuclear Secrets (Fernsehserie, 1 Folge)
- 2008: The Wrong Door (Fernsehserie, 4 Folgen)
- 2009: Doctors (Fernsehserie, 1 Folge)
- 2009: Hotel Trubble (Fernsehserie, 1 Folge)
- 2009: The Boat That Rocked
- 2008–2010: QI (Fernsehserie, 4 Folgen)
- 2010: D.O.A
- 2010: Hereafter – Das Leben danach
- 2010: Geständnisse einer Edelhure (Fernsehserie, 1 Folge)
- 2011: Holy Flying Circus
- 2011: My Family (Fernsehserie, 1 Folge)
- 2006–2012: Torchwood (Fernsehserie, 14 Folgen)
- 2012: World Series of Dating (Fernsehserie, 2 Folgen)
- 2017: Inspector Barnaby (Midsomer Murders) Fernsehserie, Staffel 19, Folge 4: Streicheln und töten (Red In Tooth And Claw)